# NGC 3042
NGC 3042 je galaksija u zviježđu Sekstantu.

## Vanjske poveznice
- SEDS: NGC 3042